# Emmanuel Fouquart
Emmanuel Fouquart, né le 30 juillet 1966 à Maubeuge, est un homme politique français, élu député à l'Assemblée nationale en juillet 2024 dans la treizième circonscription des Bouches-du-Rhône. Il est membre du Rassemblement national (RN).

## Biographie
Emmanuel Fouquart naît le 30 juillet 1966 à Maubeuge.
Il intègre la Marine nationale à 16 ans puis rejoint la Gendarmerie nationale en 1990.
Il s'installe à Martigues en 2011. 
Déçu par la victoire de François Hollande à l'élection présidentielle de 2012, il s'engage en politique avec le Front national (FN) l'année suivante,. En mars 2014, il est élu conseiller municipal d'opposition à Martigues sur la liste de Cyril Martinez et, en septembre de la même année, il prend la tête de la section martégale du FN,.   
Il est élu lors des élections législatives de juillet 2024 avec 52,87 % des voix dans la 13e circonscription des Bouches-du-Rhône, où il est opposé au second tour à Pierre Dharréville, député sortant et candidat du Parti communiste français (47,13 % des voix),,.

## Détail des fonctions et mandats

### Mandats électifs
- Depuis le 7 juillet 2024 : député de la 13e circonscription des Bouches-du-Rhône